# Proteuxoa atrisuffusa
Proteuxoa atrisuffusa är en fjärilsart som beskrevs av Embrik Strand 1915. Proteuxoa atrisuffusa ingår i släktet Proteuxoa och familjen nattflyn. Inga underarter finns listade i Catalogue of Life.